# رئوف بوزیان
رئوف بوزیان (عربی: رؤوف بوزيان؛ زادهٔ ۱۶ اوت ۱۹۷۰) یک بازیکن فوتبال اهل تونس است.
وی همچنین در تیم ملی فوتبال تونس بازی کرده‌است.